# Фриско (Техас)
Фріско (англ. Frisco) — місто (англ. city) в США, в округах Коллін і Дентон розташоване в північно-східній частині штату Техас, у передмісті Далласа. Населення — 200 509 осіб (2020).

## Географія
Фріско розташоване за координатами 33°9′4″ пн. ш. 96°49′9″ зх. д. / 33.15111° пн. ш. 96.81917° зх. д. (33.151028, -96.819263).  За даними Бюро перепису населення США в 2010 році місто мало площу 161,56 км², з яких 160,07 км² — суходіл та 1,49 км² — водойми. В 2017 році площа становила 177,00 км², з яких 175,53 км² — суходіл та 1,47 км² — водойми.

### Клімат
| Клімат міста Фріско     | Клімат міста Фріско | Клімат міста Фріско | Клімат міста Фріско | Клімат міста Фріско | Клімат міста Фріско | Клімат міста Фріско | Клімат міста Фріско | Клімат міста Фріско | Клімат міста Фріско | Клімат міста Фріско | Клімат міста Фріско | Клімат міста Фріско | Клімат міста Фріско |
| Показник                | Січ.                | Лют.                | Бер.                | Квіт.               | Трав.               | Черв.               | Лип.                | Серп.               | Вер.                | Жовт.               | Лист.               | Груд.               |                     |
| Абсолютний максимум, °C | 31                  | 35                  | 36                  | 38                  | 41                  | 42                  | 44                  | 48                  | 43                  | 37                  | 34                  | 32                  |                     |
| Середній максимум, °C   | 11                  | 13                  | 17                  | 22                  | 26                  | 30                  | 33                  | 34                  | 29                  | 23                  | 17                  | 12                  |                     |
| Середній мінімум, °C    | −1                  | 1                   | 6                   | 11                  | 16                  | 20                  | 22                  | 21                  | 17                  | 11                  | 6                   | 1                   |                     |
| Абсолютний мінімум, °C  | −22                 | −21                 | −14                 | −11                 | −3                  | 7                   | 10                  | 4                   | 4                   | −9                  | −12                 | −20                 |                     |
| Норма опадів, мм        | 66.8                | 83.6                | 103.1               | 93.7                | 145.3               | 113.8               | 61.7                | 48.3                | 77.0                | 109.5               | 97.8                | 77.5                |                     |
| ----------------------- | ------------------- | ------------------- | ------------------- | ------------------- | ------------------- | ------------------- | ------------------- | ------------------- | ------------------- | ------------------- | ------------------- | ------------------- | ------------------- |
| Джерело: weather.com    |                     |                     |                     |                     |                     |                     |                     |                     |                     |                     |                     |                     |                     |

## Демографія
Згідно з переписом 2010 року, у місті мешкало 116 989 осіб у 39 901 домогосподарстві у складі 31 226 родин. Густота населення становила 724 особи/км².  Було 42306 помешкань (262/км²).
Расовий склад населення:
| - 75,0 % — білих - 10,0 % — азіатів - 8,1 % — чорних або афроамериканців - 0,5 % — корінних американців - 3,3 % — осіб інших рас |

До двох чи більше рас належало 3,1 %. Частка іспаномовних становила 12,1 % від усіх жителів.
За віковим діапазоном населення розподілялося таким чином: 33,3 % — особи молодші 18 років, 61,3 % — особи у віці 18—64 років, 5,4 % — особи у віці 65 років та старші. Медіана віку мешканця становила 33,9 року. На 100 осіб жіночої статі у місті припадало 95,7 чоловіків;  на 100 жінок у віці від 18 років та старших — 92,2 чоловіків також старших 18 років.
Середній дохід на одне домашнє господарство  становив 132 392 долари США (медіана — 114 098), а середній дохід на одну сім'ю — 142 083 долари (медіана — 124 794). Медіана доходів становила 92 250 доларів для чоловіків та 56 724 долари для жінок. За межею бідності перебувало 3,6 % осіб, у тому числі 3,9 % дітей у віці до 18 років та 4,6 % осіб у віці 65 років та старших.
Цивільне працевлаштоване населення становило 69 664 особи. Основні галузі зайнятості: освіта, охорона здоров'я та соціальна допомога — 19,0 %, науковці, спеціалісти, менеджери — 17,3 %, фінанси, страхування та нерухомість — 14,0 %, роздрібна торгівля — 12,2 %.